# Бокхорст (Шлезвиг-Гольштейн)
Бокхорст (нем. Bokhorst) — община в Германии, в земле Шлезвиг-Гольштейн. 
Входит в состав района Штайнбург. Подчиняется управлению Шенефельд.  Население составляет 135 человек (на 31 декабря 2010 года). Занимает площадь 5,87 км².